# Larissa Wiktorowna Korobeinikowa

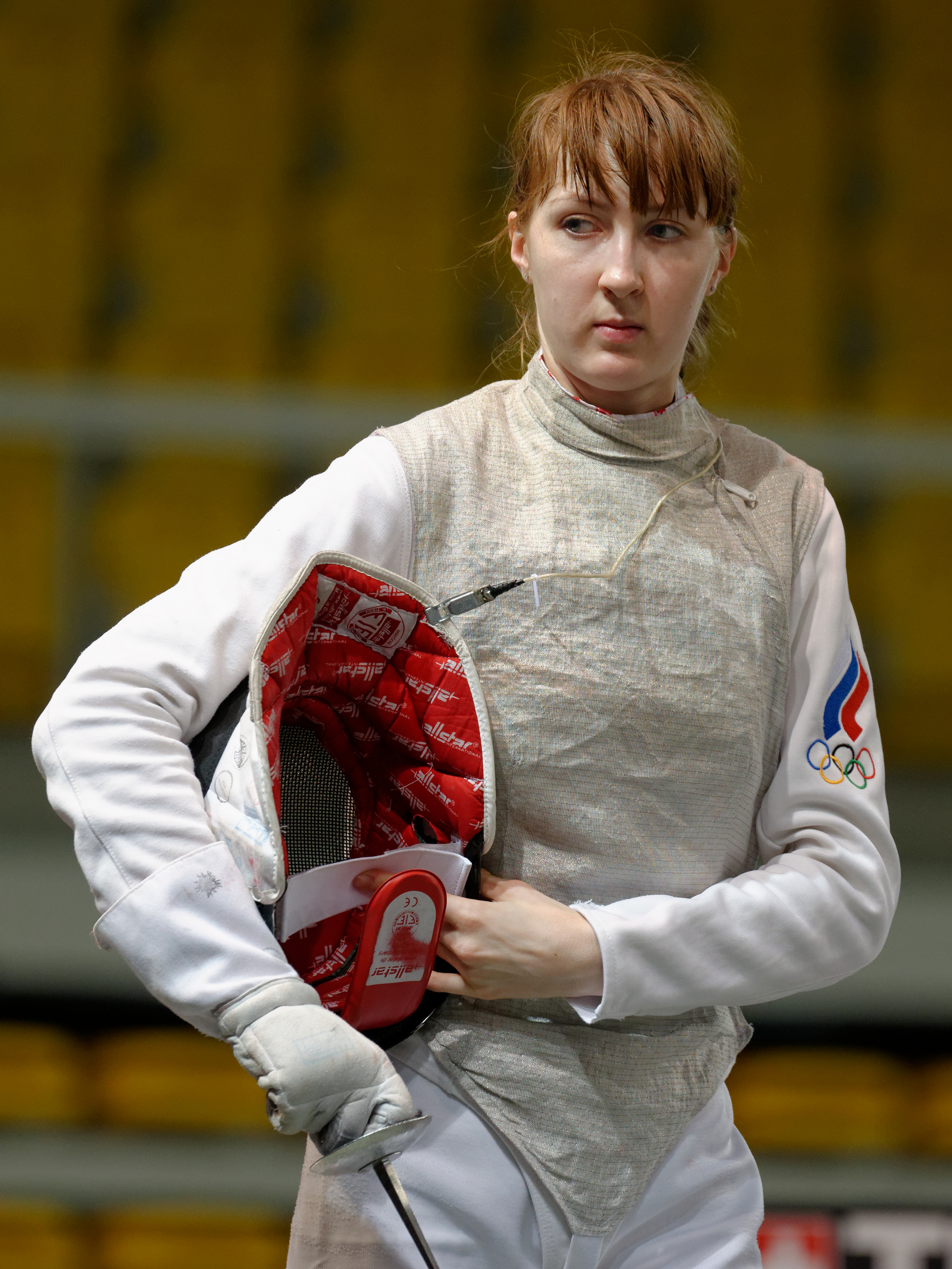
Korobeinikowa bei den Fechteuropameisterschaften 2014

Larissa Wiktorowna Korobejnikowa (russisch Лариса Викторовна Коробейникова; * 26. März 1987 in Kurgan, Russische SFSR, Sowjetunion) ist eine russische Florettfechterin und Weltmeisterin.

## Erfolge
Larissa Korobejnikowa wurde 2007 in Posen Juniorenmannschaftseuropameisterin und in Belek Juniorenmannschaftsweltmeisterin.
2009 gewann Korobejnikowa bei den Weltmeisterschaften in Antalya mit der Florett-Mannschaft eine Silbermedaille hinter Italien, im Einzel verlor sie gegen die spätere Vizemeisterin Jeon Hee-sook und erreichte den siebten Platz.
2010 errang sie bei der Europameisterschaft in Leipzig Bronze mit der Mannschaft.
2011 errang sie bei der Europameisterschaft in Sheffield Silber mit der Mannschaft, wieder hinter dem italienischen Team,
in Catania gewann die Mannschaft knapp 45:44 gegen Italien und wurden Mannschaftsweltmeisterinnen.
2012 errang sie bei der Europameisterschaft in Legnano Bronze im Einzel und mit der Mannschaft. Bei den Olympischen Spielen 2012 in London erhielt Korobejnikowa Silber im Florett-Mannschaft.
2013 gewann Korobejnikowa bei den Weltmeisterschaften in Budapest Bronze mit der Mannschaft und belegte den fünften Platz im Florett-Einzel.
Bei der Europameisterschaft 2014 in Straßburg errang sie Silber mit der Mannschaft, ebenfalls bei den Weltmeisterschaften in Kasan, jeweils nur geschlagen durch das italienische Team. 2019 wurde sie in Düsseldorf mit der Mannschaft Europameisterin. Bei den 2021 ausgetragenen Olympischen Spielen 2020 in Tokio gewann Korobeinikowa in der Einzelkonkurrenz die Bronzemedaille und wurde mit der Mannschaft Olympiasiegerin.